# Prinsessan Tsuguko av Takamado
Prinsessan Tsuguko av Takamado (承子女王 Tsuguko Joō?) född 8 mars 1986 i Tokyo, är en japansk prinsessa och dotter till prinsessan Takamado och prins Takamado.